# 叶自成
葉自成（1956年—）是一位国际关系学家。

## 生平
1985年畢業於北京大學國際政治系，後任教於該系，1995年升任正教授，現為北京大学國際關係學院外交系主任，博士生導師，学院学术委员会主任。
葉自成獲有北京大學學術骨幹等榮譽稱號，領有國務院特殊津貼。主要研究領域是中國外交史，中國外交政策，國際政治，特別是中國的大國外交。在各類期刊發表文章兩百餘篇。是中國國際政治學與外交學較有影響力的學者。

## 著作
- 《中国大战略》,中国社会科学出版社2003年11月;
- 《春秋战国时期的中国外交思想》,香港社会科学出版社2003年8月;
- 《新中国外交思想》,北京大学出版社2001年;
- 《地缘政治与中国外交》,北京出版社1998年;
- 《对外开放与中国现代化》，北京大学出版社1997年；
- 《俄罗斯政府与政治》，台北揚智出版社1997年。